# Teoria statistica dei campi
Una teoria dei campi statistica è una teoria della meccanica statistica dove i gradi di libertà comprendono uno o più campi. 

## Descrizione
In altri termini, il microstato del sistema è espresso con le configurazioni del campo. Una teoria di questo tipo è strettamente correlata alla teoria quantistica dei campi, dove i campi sono descritti dal punto di vista della meccanica quantistica relativistica, e ne condivide numerosi aspetti, come la rinormalizzazione. Se il sistema descrive dei polimeri, si parla allora anche di teoria dei campi polimerica.
La connessione fra teorie di campo quantistiche e statistiche emerge effettuando una rotazione di Wick dallo spazio di Minkowski a quello euclideo, grazie alla quale è possibile applicare direttamente molti teoremi quantistici alla meccanica statistica e viceversa. La funzione di correlazione di una teoria dei campi statistica è chiamata funzione di Schwinger e le sue proprietà sono descritte dagli assiomi di Osterwalder–Schrader.
Le teorie di campo statistiche sono largamente usate per descrivere sistemi complessi di biofisica e di fisica della materia, come i polimeri, le pellicole di polimeri oppure i polielettroliti.